# La Dame de la nuit
Pour plus de détails, voir Fiche technique et Distribution.
La Dame de la nuit (Lady of the Night) est un film américain réalisé par Monta Bell et sorti en 1925. L'actrice Norma Shearer y tient deux rôles différents, de deux femmes qui tombent amoureuses du même homme.

## Synopsis
Un jeune inventeur hésite entre deux femmes qui se ressemblent mais qui viennent de milieux très différents, l'une est une danseuse et l'autre la fille d'un juge.

## Fiche technique
- Titre original : Lady of the Night
- Réalisation : Monta Bell
- Scénario : Alice D.G. Miller d'après une histoire d'Adela Rogers St. Johns
- Distributeur : Metro-Goldwyn-Mayer
- Photographie : André Barlatier
- Montage : Ralph Dawson
- Durée : 62 minutes
- Date de sortie : 23 février 1925 (États-Unis)

## Distribution
- Norma Shearer : Molly Helmer / Florence Banning
- Malcolm McGregor : David Page
- Dale Fuller : Miss Carr
- George K. Arthur : "Chunky" Dunn
- Fred Esmelton : Judge Banning
- Lew Harvey : Chris Helmer, Molly's father
- Gwen Lee : Une amie de Molly
- Betty Morrissey  : Gertie, Une amie de Molly
- Carlton Griffin (en) (non crédité)
- Ellinor Vanderveer (en) : une danseuse au night club (non créditée)
- Julian Rivero (non crédité)
- Constantine Romanoff (non crédité)
- Philip Sleeman (non crédité)
- Aryel Houwink : "the Sharpie" (non crédité)
- Joan Crawford (doublure du Norma Shearer)

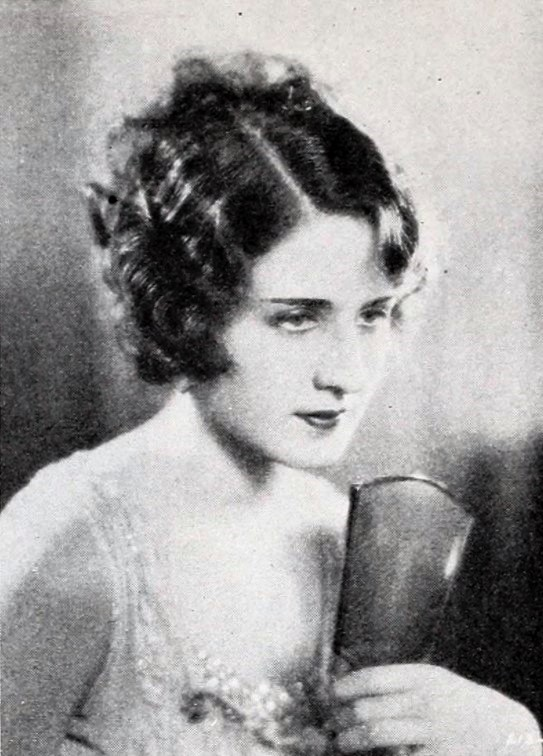
Norma Shearer dans une scène du film
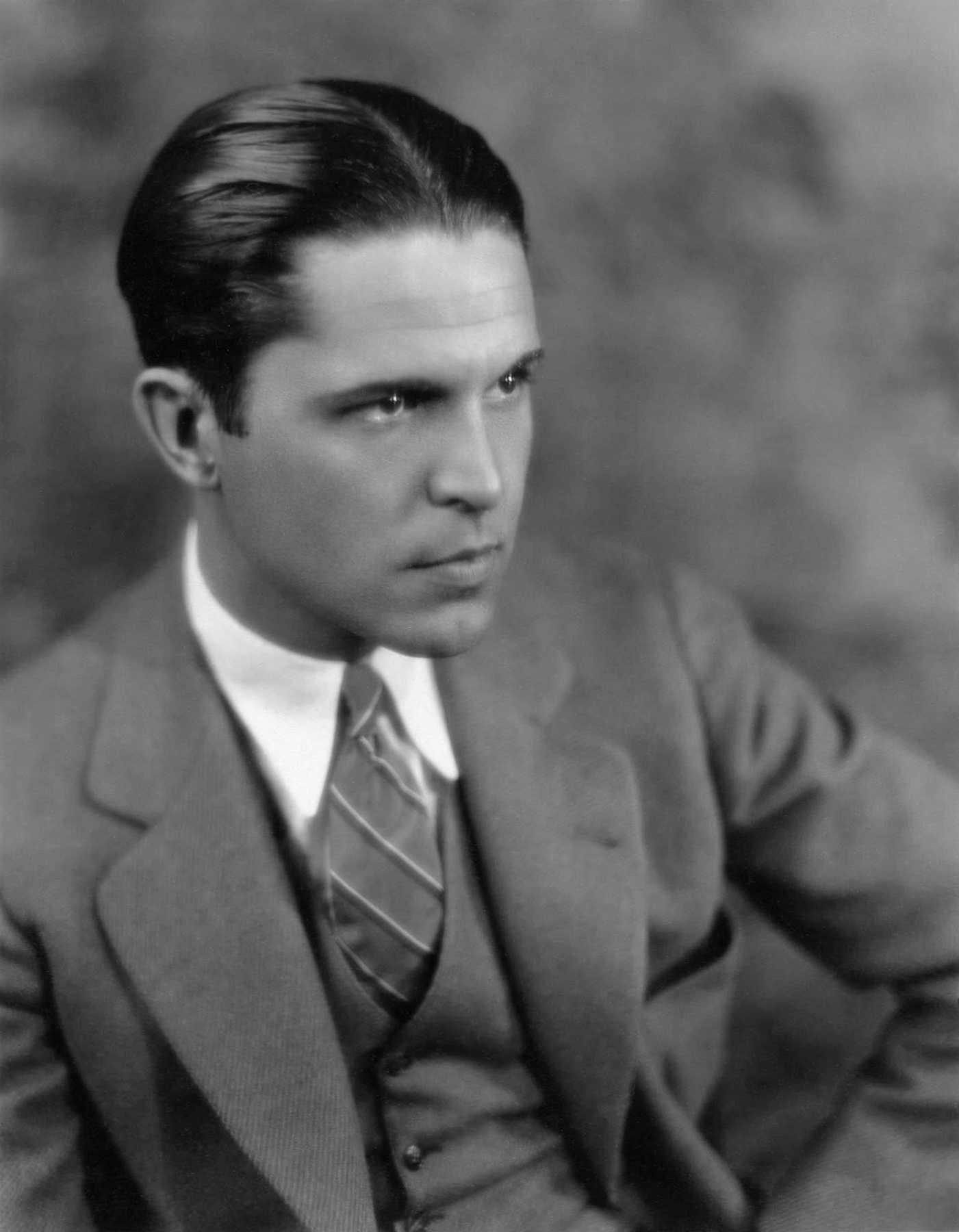
Malcolm McGregor.
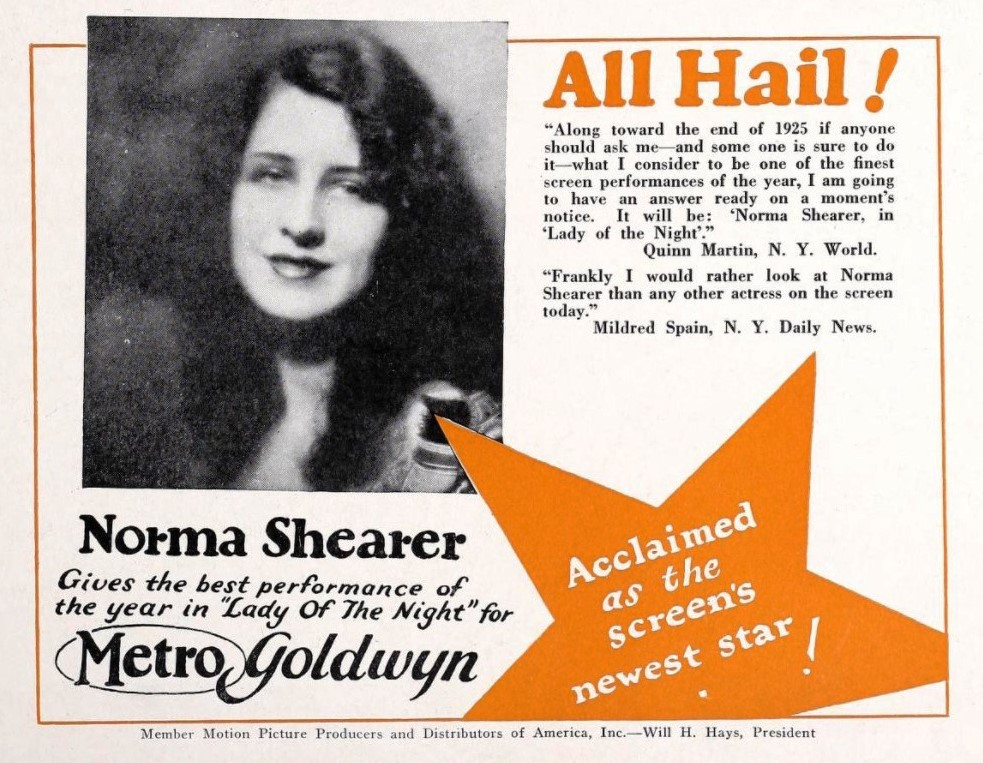
Article sur le film dans Exhibitors Herald.
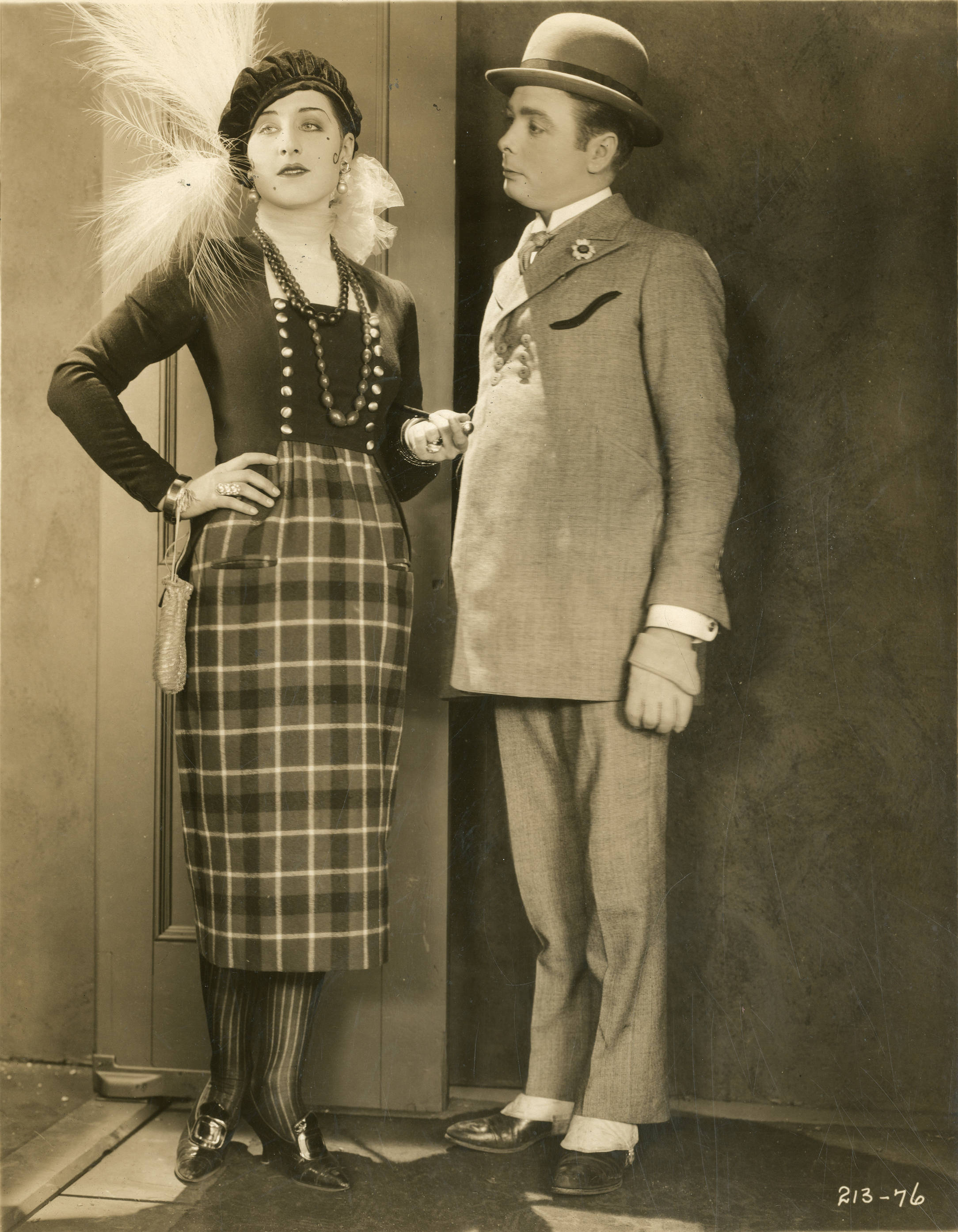
Photo extraite du film